# Pogórze Litenczyckie
Pogórze Litenczyckie (513.2*; cz. Litenčická pahorkatina) – wyżynny mezoregion w Zewnętrznych Karpatach Zachodnich. Leży w południowych Morawach w Czechach. 
Pogórze Litenczyckie stanowi północno-zachodnią ćwiartkę izolowanego łańcucha Karpat Środkowomorawskich – dolina Litavy dzieli je od Lasu Żdanickiego, a obniżenie zdouneckie – od Chrzibów. Na zachodzie Pogórze Litenczyckie graniczy z należącymi do Podkarpacia Zachodniego Obniżeniem Dyjsko-Swrateckim i Bramą Wyszkowską. 
Pogórze Litenczyckie stanowi rozczłonkowany płaskowyż zbudowany z fliszu karpackiego częściowo pokrytego lessem. Powierzchnia regionu wynosi 590 km², przeciętna wysokość – 290 m n.p.m., najwyższa kulminacja to Hradisko (518 m n.p.m.). Dzieli się na mikroregiony: 
- Bučovická vrchovina
- Orlovická vrchovina
- Zdounecká brázda

Region jest niemal w całości zajęty pod uprawy rolne, z pierwotnych lasów dębowo-bukowych pozostały tylko niewielkie lasy wykorzystywane gospodarczo. 